# جيانلوكا كورت
جيانلوكا كورت (بالألمانية: Gianluca Korte) (29 أغسطس 1990 بشباير في ألمانيا - ) هو لاعب كرة قدم ألماني في مركز الهجوم. لعب مع آينتراخت براونشفايغ وفالدهوف مانهايم ونادي آلن وEintracht Braunschweig II ‏ وTuS Mechtersheim ‏.

## روابط خارجية
- جيانلوكا كورت على موقع قاعدة بيانات كرة القدم.إي يو (الإنجليزية)
- جيانلوكا كورت على موقع بيانات كرة القدم. دي إي (الألمانية)
- جيانلوكا كورت على موقع Soccerway.com (الإنجليزية)
- جيانلوكا كورت على موقع عالم كرة القدم.نت (الإنجليزية)
- جيانلوكا كورت على موقع AS.com (الإسبانية)